# Гульчехра Сулеймонова
Гульчехра Сулеймонова (тадж. Гулчеҳра Сулаймонова, Гулчеҳра Сулаймонӣ; нар.. 1 січня 1928, Бухара — пом.. 5 квітня 2003) — таджицька і радянська поетеса. Вважається першою з таджицьких дитячих поетів. Членкиня Союзу письменників СРСР (з 1957), народна поетеса Таджикистану, лауреатка Державної премії Таджикистану імені Рудакі (1977).

## Біографія
Народилась 1928 року в родині поета Пайрава Сулеймонова, реформатора традиційної таджицької поетичної метрики.
В 1943 році закінчила жіноче педагогічне училище у місті Бухара, у 1947 році завершила навчання в Бухарському педагогічному інституті. Деякий час викладала у середніх школах міста. Через рік Сулеймонова з матір'ю і сестрою переїхала до міста Душанбе, де викладала таджицьку мову і літературу в педагогічному училищі.
Потім працювала в державному видавництві. У 1951 році Сулеймонова призначена завідувачкою відділу дитячого видання «Пионери Тоҷикистон» (нині «Анбоз»), в 1952 році — завідувачкою відділу журналу «Машъал» («Смолоскип»). З 1954 року керувала відділом дитячої літератури Таджицького державного видавництва.
У 1960-1970-их роках працювала завідувачкою відділу літературного журналу «Садои Шарқ» («Голос Сходу»), керівницею відділу дитячої літератури республіканського видавництва «Маориф» («Освіта») і більше десяти років — на посаді заступниці головного редактора громадсько-політичного журналу «Занони Тоҷикистон» («Жінки Таджикистану»).
Гульчехра Сулеймонова померла 5 квітня 2003 року від хвороб серця.

## Творчість
Як поетеса Гульчехра Сулеймонова дебютувала в 1946 році. Зіграла велику роль у розвитку таджицької дитячої поезії другої половини XX століття. Гульчехру Сулеймонову називають «таджицькою Агнією Барто», та національною поетесою Таджикистану — вона авторка багатьох віршів для дітей, які знає напам'ять не одне покоління Таджикистану. Випусила 20 поетичних збірок, з яких 15 — присвячені дітям. Ряд її збірок віршів перекладені українською, російською, молдовською, узбецькою, білоруською, казахською та іншими мовами і опубліковані у Києві, Москві, Мінську, Кишиневі, Алма-Аті, Ташкенті та інших містах.
Гульчехра Сулеймонова також займалася перекладами таджицькою мовою віршів з творчості відомих літераторів різних народів світу та ознайомила таджицьку авдиторію з художніми досягненнями народів зарубіжних країн. Зокрема, в її перекладах вперше вийшла таджицькою поезія Агнії Барто, Самуїла Маршака, Сергія Михалкова, Еді Агняцвєт, Сільви Капутікян, Яніни Дягутіте, Хонумона Алібейлі, Куддуса Мухаммаді, Каюма Тангрикулієва та багатьох інших. 
Гульчехра Сулеймонова вступила до Спілки радянських письменників у 1957 році.
У 1976 році за збірки віршів «Себи хубон» («Яблуко Хубон») та «Чил кокули бозигар» («Сорок грайливих кісок») вона стала першою лауреаткою Державної премії імені Рудакі серед дитячих письменників республіки.

## Нагороди
- Орден Дружби народів[4]
- Народний поет Таджикистану (1976)
- Державна премія Таджикистану імені Рудакі (1977)[3]
- Почесна грамота Президії Верховної Ради Таджицької РСР[1]

## Вибрані твори
- «Имрӯз ид» («Сьогодні свято», 1957),
- «Ду бех олу» («Два саджанці сливи», 1962),
- «Наргис» (1966),
- «Чархофалак» («Карусель», 1971),
- «Аспак» («Коник», 1972),
- «Чил кокули бозигар» («Сорок грайливих кісок», 1973),
- «Себи хубон» («Яблуко Хубон», 1974),
- «Шаддаи марҷон» («Коралова нитка», 1976),
- «Илҳом» («Натхнення», 1977),
- «Рангинкамон» («Веселка», 1979),
- «Ниҳол» («Саджанець», 1979),
- «Айёми гулу лола» («Пора цвітіння тюльпанів», 1982),
- «Таронаҳои офтобӣ» («Сонячні пісні», 1984),
- «Куртаи чакан» («Сукня чакан»,1989),
- «Сичароғ» («Тридцять ліхтарів», 1989),
- «Лолахои дасти ман» («Тюльпани моїх рук», 1998)
- «Хазинаи Мадина» («Скарбниця Мадіни»),
- «Ҷомаи сангин»(«Кам'яний халат»),
- «Қиссаи хирсак» («Пригоди мишки»),
- «Нарав, тирамоҳ» («Осінь, не йди») тощо